# Svjetsko prvenstvo u rukometu za žene – Norveška i Danska 1999.
Svjetsko prvenstvo u rukometu za žene 1999. održano je u Norveškoj i Danskoj od 29. studenoga do 12. prosinca 1999. godine.

## Konačni poredak
1. Norveška
2. Francuska
3. Austrija
4. Rumunjska
5. Mađarska
6. Danska
7. Njemačka
8. Makedonija
9. Južna Koreja
10. Nizozemska
11. Poljska
12. Rusija
13. Ukrajina
14. Bjelorusija
15. Angola
16. Brazil
17. Japan
18. Kina
19. Češka
20. Bjelorusija
21. Kuba
22. Republika Kongo
23. Australija
24. Argentina

## Vanjske poveznice
- www.ihf.info - SP 1999